# Cofundos
Cofundos (kurz für "collaborately fund Open Source" also "gemeinsam Open Source Software finanzieren") war ein Projekt zur Förderung von freier und quelloffener Software. Auf dem Online-Portal Cofundos.org wurde die Möglichkeit geboten, Ideen und Wünsche für freie Software öffentlich auszuschreiben und Geldgebote dafür abzugeben. Die bei Cofundos eingestellten Projekte mussten der Open Source Definition entsprechen. Ein interessierter Programmierer wurde von der Gruppe ausgewählt, implementierte die Software und sobald die Benutzer zufrieden waren, wurde das Geld an den Entwickler überwiesen. Wer mehr Geld ausgeschrieben hatte, bekam ein größeres Stimmrecht bei der Wahl der Entwickler und ob die Implementierung zufriedenstellend ist. Alle Beiträge auf der Homepage standen unter der Creative Commons Namensnennung-2.0-Deutschland-Lizenz.
Das Portal wurde von Dr. Sören Auer, einem Mitarbeiter in der Abteilung Betriebliche Informationssysteme am Institut für Informatik der Universität Leipzig, gegründet, da es zwar zahlreiche Websites zum Fundraising für Nonprofit-Unternehmungen gab, aber keine an die speziellen Bedürfnisse der Entwicklung freier Software angepasst war. Da es als Projekt innerhalb der Arbeitsgruppe Agile Knowledge Engineering and Semantic Web entstand, sind die Inhalte mit Technologien des Semantischen Webs wie Atom, JSON feeds oder RDF export ausgestattet. Unterstützt wurde das Portal vom Softwiki-Forschungsprojekt des Bundesministeriums für Bildung und Forschung und der Wiener International Association of Online-Engineering (IAOE).

## Vergleichbare Projekte
Das neuseeländische Internet-Portal micropledge.com ist vom Konzept her vergleichbar mit Cofundos. Ähnliche Dienstleistungen bieten auch SourceForge.net Marketplace oder BountySource.com, das die GitHub-API verwendet, um abgearbeiteten Problemen und Wünschen aus dem Bugtracker eine mittels PayPal angehäufte Prämie zuzuordnen.